# Guilherme Negueba
Guilherme Ferreira Pinto, genannt Negueba (* 7. April 1992 in Rio de Janeiro), ist ein brasilianischer Fußballspieler. Der Rechtsfuß wird alternativ auf der rechten oder linken Außenstürmerposition eingesetzt.

## Karriere
Negueba begann seine Laufbahn bei CR Flamengo. Hier schaffte der Spieler auch den Sprung in den Profikader. Am 7. November 2010 stand er in der Startelf im Série A Spiel gegen Athletico Paranaense und spielte bis zur 59. Minute. Das erste Tor seiner Profilaufbahn erzielte er am 6. Februar 2011 in der Staatsmeisterschaft von Rio de Janeiro gegen den Boavista SC. Seinen ersten Einsatz auf internationaler Klubebene hatte er im Rahmen der Copa Sudamericana 2011. Im Spiel gegen Athletico Paranaense am 25. August spielte Negueba von Beginn an durch.
Im September 2012 wurde bekannt, dass Flamengo ihn für 2013 an den FC São Paulo ausleihen wird. Kurz nach seiner Ankunft erlitt er eine Verletzung, durch welche er längere Zeit ausfiel.
Nach einer Zwischenstation beim Coritiba FC, tauschte der Grêmio FBPA Negueba im Juni 2016 gegen Edimo Ferreira Campos ein. Negueba erhielt bei Grêmio einen Vertrag über vier Jahre. Er wurde aber bereits zu Saisonende 2016 wieder entlassen. Der Atlético Goianiense nahm Negueba dann ablösefrei für 2017 unter Vertrag. Zur Meisterschaftsrunde 2017 wechselte Negueba bereits wieder den Klub. Sein neuer Arbeitgeber wurde der AA Ponte Preta. Auch hier wurde sein Kontrakt vorzeitig während der laufenden Saison gekündigt. Nach einem Monat ohne Anstellung, nahm ihn der Londrina EC im September 2017 unter Vertrag.
2018 wechselte er nach Südkorea, wo ihn der Gyeongnam FC aus Changwon unter Vertrag nahm. Hier blieb er bis Saisonende 2020, um dann zum Erstligisten Incheon United zu wechseln. Hier stand er ein Jahr unter Vertrag. Für das Team aus Incheon absolvierte er 31 Erstligaspiele. Nach der Saison wurde sein Vertrag nicht verlängert. Von Januar 2022 bis März 2022 war er vertrags- und vereinslos. Ende März 2022 nahm ihn der brasilianische Zweitligist Criciúma EC aus Criciúma bis Mitte Mai 2022 unter Vertrag. Für Criciúma stand er sechsmal in der zweiten Liga auf dem Spielfeld.
Im Juni 2022 wechselte Negueba nach Thailand zum Erstligisten Port FC. Für den Verein aus der Hauptstadt Bangkok bestritt er 28 Ligaspiele. Nach der Hinrunde 2023/24 wechselte er zum Januar 2024 zum ebenfalls in der ersten Liga spielenden Lamphun Warriors FC. Am 31. Mai 2025 stand er mit den Warriors im Finale des Thai League Cup. Hier traf man im BG Stadium auf Buriram United. Am Ende musste man sich mit 2:0 geschlagen geben. Nach 34 Ligaspielen, in denen er sechs Treffer erzielte, wurde sein Vertrag im Juni 2025 nicht verlängert. Im Juli 2025 schloss er sich dem ebenfalls in der ersten Liga spielenden Ratchaburi FC an.

## Nationalmannschaft
Mit der brasilianischen U20-Mannschaft nahm Negueba an der U-20-Fußball-Weltmeisterschaft 2011 teil. Er bestritt alle sieben Spiele, in denen er allerdings kein Tor erzielte. Am Ende des Turniers konnte die Mannschaft den Titel feiern.

## Erfolge
Flamengo
- Staatsmeisterschaft von Rio de Janeiro: 2011, 2014

Londrina
- Primeira Liga do Brasil: Primeira Liga do Brasil 2017

Lamphun Warriors FC
- Thailändischer Ligapokalfinalist: 2024/25

U20-Nationalmannschaft
- U-20-Fußball-Weltmeisterschaft: 2011